# Michael Oher
Michael Jerome Oher (nascido Michael Jerome Williams,Jr ., 28 de maio de 1986, Memphis, Tennessee) é um jogador de futebol americano aposentado que atuava como offensive tackle na National Football League (NFL). Ele foi selecionado pelo Baltimore Ravens na primeira rodada do Draft de 2009 da NFL e jogou por eles até 2013. No ano de 2014 vestiu a camisa do Tennessee Titans, mas foi dispensado ao fim da mesma temporada. Em 2015, ele se transferiu para os Panthers. Oher jogou futebol americano universitário pela Universidade do Mississippi.
Sua vida até seu primeiro ano na faculdade é o tema do livro de Michael Lewis, de 2006, The Blind Side: Evolution of a Game e do filme de 2009 "The Blind Side", embora Oher mais tarde criticou duramente a representação de sua vida no filme, que o retrata como álguém que não conhecia futebol americano muito bem e não era um bom aluno, tendo que ser apadrinhado e tutorado pela família Tuohy. Na realidade, ele já era um bom aluno e um excelente atleta desde os tempos iniciais na escola e sequer foi adotado pelos Tuohy, como tanto o filme quanto a família afirmava. Em agosto de 2023, ele anunciou que estava processando os Tuohy por questão de royalties. Segundo Oher, a família dividiu os valores recebidos pelo filme entre os quatro membros, menos ele.
Na carreira profissional, ele fez parte do time dos Ravens na NFL que venceu o Super Bowl XLVII. Ele acabou atuando como profissional por sete anos antes de se aposentar da liga. Também jogou no Tenesse Titans por uma temporada e no Carolina Panthers por duas temporadas.